# Ігри Південно-Східної Азії
Ігри Південно-Східної Азії — спортивне змагання, що проводиться кожні два роки серед атлетів з країн Південно-Східної Азії. Ігри організовуються Федерацією ігор Південно-Східної Азії під патронажем Олімпійської ради Азії та Міжнародного олімпійського комітету.

## Історія
Ігри Південно-Східної Азії «виросли» з Ігор півострова Південно-Східної Азії. 22 травня 1958 року делегати з країн Південно-Східної Азії, які брали участь у 3-х Азійських іграх в Токіо, влаштували зустріч і вирішили створити нову спортивну організацію. Концепцію Ігор виклав Лаунг Сукхумнаїпрадіт, що згодом став віце-президентом Національного олімпійського комітету Таїланду: регіональні спортивні змагання допоможуть розвинути співпрацю та взаєморозуміння між країнами Південно-Східної Азії.
Країнами-засновниками стали Таїланд, Бірма, Малайська Федерація, Лаос, Південний В'єтнам і Камбоджа (пізніше, після відділення від Малайзії, до них приєднався Сінгапур). Ці країни утворили Федерацію Ігор півострова Південно-Східної Азії і погодилися проводити Ігри кожні два роки.
Перші Ігри півострова Південно-Східної Азії відбулися 12-17 грудня 1959 року в Бангкоку, і зібрали 527 атлетів і офіційних осіб з Таїланду, Бірми, Малайї, Сінгапуру, Південного В'єтнаму і Лаосу, які змагалися в 12 видах спорту.
На 8-х Іграх півострова, Південно-Східної Азії, що відбулися в 1975 році, було розглянуто питання про прийом у Федерацію Індонезії і Філіппін. Формально ці країни вступили в Федерацію в 1977 році, в цьому ж році Ігри півострова Південно-Східної Азії були перейменовані в Ігри Південно-Східної Азії. Під час 10-х Ігор у Федерацію вступив Бруней, а під час 22-х Ігор — Східний Тимор.

## Країни-учасниці
| Країна        | Рік першої участі |
| ------------- | ----------------- |
| Лаос          | 1959              |
| Малайзія      | 1959              |
| М'янма        | 1959              |
| Сінгапур      | 1959              |
| Таїланд       | 1959              |
| В'єтнам       | 1959              |
| Камбоджа      | 1961              |
| Бруней        | 1977              |
| Індонезія     | 1977              |
| Філіппіни     | 1977              |
| Східний Тимор | 2003              |

## Країни-господарі та міста

### Ігри півострова Південно-Східної Азії
| Країна   | Кількість | Роки             |
| -------- | --------- | ---------------- |
| Таїланд  | 3         | 1959, 1967, 1975 |
| Малайзія | 2         | 1965, 1971       |
| М'янма   | 2         | 1961, 1969       |
| Сінгапур | 1         | 1973             |
| Камбоджа | –         | 19632            |

### Ігри Південно-Східної Азії
| Країна    | Кількість | Роки                   |
| --------- | --------- | ---------------------- |
| Індонезія | 4         | 1979, 1987, 1997, 2011 |
| Малайзія  | 4         | 1977, 1989, 2001, 2017 |
| Таїланд   | 4         | 1985, 1995, 2007, 2025 |
| Філіппіни | 3         | 1981, 1991, 2005       |
| Сінгапур  | 3         | 1983, 1993, 2015       |
| В'єтнам   | 2         | 2003, 2021             |
| Бруней    | 1         | 1999                   |
| Лаос      | 1         | 2009                   |
| М'янма    | 1         | 2013                   |
| Камбоджа  | 1         | 2023                   |

## Список ігор
| Рік                                   | Ігри                                  | Місто-господар                                                                | Переможець                                                                    | 2-ге місце                                                                    | 3-тє місце                                                                    |
| Ігри півострова Південно-Східної Азії | Ігри півострова Південно-Східної Азії | Ігри півострова Південно-Східної Азії                                         | Ігри півострова Південно-Східної Азії                                         | Ігри півострова Південно-Східної Азії                                         | Ігри півострова Південно-Східної Азії                                         |
| ------------------------------------- | ------------------------------------- | ----------------------------------------------------------------------------- | ----------------------------------------------------------------------------- | ----------------------------------------------------------------------------- | ----------------------------------------------------------------------------- |
| 1959                                  | 1                                     | Бангкок                                                                       | Таїланд (35)                                                                  | М'янма (11)                                                                   | Малайзія (8)                                                                  |
| 1961                                  | 2                                     | Янгон                                                                         | М'янма (35)                                                                   | Таїланд (21)                                                                  | Малайзія (16)                                                                 |
| 1963                                  | 1963                                  | Мали пройти у Камбоджі, але були відмінені через внутрішньополітичну ситуацію | Мали пройти у Камбоджі, але були відмінені через внутрішньополітичну ситуацію | Мали пройти у Камбоджі, але були відмінені через внутрішньополітичну ситуацію | Мали пройти у Камбоджі, але були відмінені через внутрішньополітичну ситуацію |
| 1965                                  | 3                                     | Куала-Лумпур                                                                  | Таїланд (38)                                                                  | Малайзія (33)                                                                 | Сінгапур (18)                                                                 |
| 1967                                  | 4                                     | Бангкок                                                                       | Таїланд (77)                                                                  | Сінгапур (28)                                                                 | Малайзія (23)                                                                 |
| 1969                                  | 5                                     | Янгон                                                                         | М'янма (57)                                                                   | Таїланд (32)                                                                  | Сінгапур (31)                                                                 |
| 1971                                  | 6                                     | Куала-Лумпур                                                                  | Таїланд (44)                                                                  | Малайзія (41)                                                                 | Сінгапур (32)                                                                 |
| 1973                                  | 7                                     | Сінгапур                                                                      | Таїланд (47)                                                                  | Сінгапур (45)                                                                 | Малайзія (30)                                                                 |
| 1975                                  | 8                                     | Бангкок                                                                       | Таїланд (80)                                                                  | Сінгапур (38)                                                                 | М'янма (28)                                                                   |
| Ігри Південно-Східної Азії            |                                       |                                                                               |                                                                               |                                                                               |                                                                               |
| 1977                                  | 9                                     | Куала-Лумпур                                                                  | Індонезія (62)                                                                | Таїланд (37)                                                                  | Філіппіни (31)                                                                |
| 1979                                  | 10                                    | Джакарта                                                                      | Індонезія (92)                                                                | Таїланд (50)                                                                  | М'янма (26)                                                                   |
| 1981                                  | 11                                    | Маніла                                                                        | Індонезія (85)                                                                | Таїланд (62)                                                                  | Філіппіни (55)                                                                |
| 1983                                  | 12                                    | Сінгапур                                                                      | Індонезія (64)                                                                | Філіппіни (49)                                                                | Таїланд (49)                                                                  |
| 1985                                  | 13                                    | Бангкок                                                                       | Таїланд (92)                                                                  | Індонезія (62)                                                                | Філіппіни (43)                                                                |
| 1987                                  | 14                                    | Джакарта                                                                      | Індонезія (183)                                                               | Таїланд (63)                                                                  | Філіппіни (59)                                                                |
| 1989                                  | 15                                    | Куала-Лумпур                                                                  | Індонезія (102)                                                               | Малайзія (67)                                                                 | Таїланд (62)                                                                  |
| 1991                                  | 16                                    | Маніла                                                                        | Індонезія (92)                                                                | Філіппіни (90)                                                                | Таїланд (72)                                                                  |
| 1993                                  | 17                                    | Сінгапур                                                                      | Індонезія (88)                                                                | Таїланд (63)                                                                  | Філіппіни (57)                                                                |
| 1995                                  | 18                                    | Чіангмай                                                                      | Таїланд (157)                                                                 | Індонезія (77)                                                                | Філіппіни (33)                                                                |
| 1997                                  | 19                                    | Джакарта                                                                      | Індонезія (194)                                                               | Таїланд (83)                                                                  | Малайзія (55)                                                                 |
| 1999                                  | 20                                    | Бандар-Сері-Бегаван                                                           | Таїланд (65)                                                                  | Малайзія (57)                                                                 | Індонезія (44)                                                                |
| 2001                                  | 21                                    | Куала-Лумпур                                                                  | Малайзія (111)                                                                | Таїланд (103)                                                                 | Індонезія (72)                                                                |
| 2003                                  | 22                                    | Ханой і Хошимін                                                               | В'єтнам                                                                       | Таїланд (90)                                                                  | Індонезія (55)                                                                |
| 2005                                  | 23                                    | Маніла                                                                        | Філіппіни                                                                     | Таїланд                                                                       | В'єтнам                                                                       |
| 2007                                  | 24                                    | Накхонратчасіма                                                               | Таїланд                                                                       | Малайзія                                                                      | В'єтнам                                                                       |
| 2009                                  | 25                                    | В'єнтьян                                                                      | Таїланд                                                                       | В'єтнам                                                                       | Індонезія                                                                     |
| 2011                                  | 26                                    | Палембанг і Джакарта                                                          | Індонезія                                                                     | Таїланд                                                                       | В'єтнам                                                                       |
| 2013                                  | 27                                    | Найп'їдо                                                                      | Таїланд                                                                       | М'янма                                                                        | В'єтнам                                                                       |
| 2015                                  | 28                                    | Сінгапур                                                                      | Таїланд                                                                       | Сінгапур                                                                      | В'єтнам                                                                       |
| 2017                                  | 29                                    | Куала-Лумпур                                                                  | Малайзія                                                                      | Таїланд                                                                       | В'єтнам                                                                       |
| 2019                                  | 30                                    | Філіппіни 1                                                                   | Філіппіни                                                                     | В'єтнам                                                                       | Таїланд                                                                       |
| 2021                                  | 31                                    | Ханой                                                                         | В'єтнам                                                                       | Таїланд                                                                       | Індонезія                                                                     |
| 2023                                  | 32                                    | Пномпень                                                                      | В'єтнам                                                                       | Таїланд                                                                       | Індонезія                                                                     |
| 2025                                  | 33                                    | Бангкок-Чонбурі-Сонгкхла                                                      |                                                                               |                                                                               |                                                                               |
| 2027                                  | 34                                    | TBA                                                                           |                                                                               |                                                                               |                                                                               |

- 1 – Немає єдиного міста-господаря. Ігри просто відомі як Філіппіни-2019.